# Дрозоміцин

Модель дрозоміцину

Дрозоміцин — протигрибковий пептид Drosophila melanogaster. Є першим протигрибковим пептидом, виділеним із комах. Дрозоміцин індукується інфекцією завдяки сигнальному шляху Toll, тоді як експресія в поверхневому епітелію, наприклад, дихальних шляхах, натомість контролюється шляхом імунної недостатності Imd. Це означає, що дрозоміцин разом з іншими антимікробними пептидами, такими як цекропіни, диптерицин, дрозоцин, мечниковін і атацин, виконує роль першої лінії захисту від септичного ураження. Однак дрозоміцин також конститутивно експресується у слабому ступені в різних тканинах і протягом усього розвитку.

## Структура
Дрозоміцин — це 44-залишковий дефензиноподібний пептид, що містить чотири дисульфідні містки. Ці містки стабілізують структуру, що містить одну α-спіраль і три β-листи. Завдяки цим чотирьом дисульфідним місткам дрозоміцин стійкий до деградації та дії протеаз. Дрозоміцин має більшу подібність послідовності з дефензинами рослин (до 40%), ніж з іншими дефензинами комах. Стабілізований цистеїном αβ-мотив дрозоміцину міститься в дефензині дрозофіли та деяких рослинних дефензинах, а також в нейротоксині скорпіона, і дрозоміцин посилює дію цього нейротоксину на нервове збудження.
Структура пептиду була відкрита в 1997 році Лендоном і його колегами.

## Мультигенне сімейство дрозоміцину
Ген дрозоміцину Drs має довжину 387 пар нуклеотидів, розташований на елементі Мюллера 3L, дуже близько до шести інших дрозоміциноподібних (Drsl) генів. Ці різні дрозоміцини називають мультигенним сімейством дрозоміцину. Однак лише дрозоміцин є частиною системної імунної відповіді, тоді як інші гени регулюються по-іншому. Антимікробна активність цих різних дрозоміциноподібних пептидів також відрізняється. У 2015 році Гао та Чжу виявили, що в деяких видах дрозофіл (наприклад, D. takahashii) деякі з цих генів були дупліковані, і ця дрозофіла має загалом 11 генів у сімействі мультигенів дрозоміцину.

## Функція
Схоже, що дрозоміцин виконує приблизно три основні функції щодо грибів: перша полягає в частковому лізисі гіф, друга — інгібування проростання спор (при вищих концентраціях дрозоміцину), а третя — затримка росту гіф, що призводить до розгалуження гіф (при нижчих концентраціях дрозоміцину). Точний механізм впливу на гриби ще належить з’ясувати.
У 2019 році Хансон з колегами створив першого мутанта дрозоміцину, виявивши, що дійсно мухи без дрозоміцину є сприйнятливішими до грибкової інфекції.